# Torre del Felipet
La Torre del Felipet és un edifici del municipi d'Artés (Bages) inclosa en l'Inventari del Patrimoni Arquitectònic de Catalunya.

## Descripció
La torre fou concebuda com a estiuegi. Planta quadrada. L'accés principal a l'interior es fa des del c/ Rocafort, tot i que pels darreres també té entrada. El portal d'entrada, de mig punt, està emmarcat per motllures. A cada lateral té tres finestres. L'interior està distribuït en tres cossos o sales que a la vegada (excepte el central) es reparteixen en altres dependències més petites. La planta baixa conserva treballs en guix a la part central dels sostres de gairebé totes les dependències. El cos central sobresurt un pis més que els laterals, formant una glorieta que queda il·luminada amb sis finestretes separades per pilars. Al cantó de llevant, una torreta amb tres finestres corona la casa. El ràfec de la teulada sobresurt bastant dels murs. La casa és envoltada per un jardí.

## Història
Aquesta casa es va construir al mateix temps que s'estava edificant l'església nova. El 1914 ja estava acabada; els seus darreres eren tot camps de vinyes.
Fou la primera casa del que després seria l'eixample d'Artés. El carrer Rocafort i el carrer Catalunya no s'urbanitzaren fins després de la guerra civil, especialment entre 1940-45. La casa fou feta construir per Felip Vergés, de Barcelona, casat amb una hereva del mas Ferreres, d'aquí li ha pervingut el nom de cal Felipet. En temps de la guerra va ser col·lectivitzada, va ser seu de la CNT-FAI; hi van viure refugiats i acabada la guerra va passar a la Falange Española que a la vegada la va vendre a un particular: Jaume Serra i Lladó, avantpassat dels actuals propietaris.